# 小野晃弘
小野 晃弘（おの あきひろ、1996年4月11日 - ）は、日本の元プロバスケットボール選手。
鹿児島出身。現役時代のポジションはSG。

## 来歴
日本経済大学卒業。3級上に玉田博人（B3湘南）、1級下に堀内星夜（B3品川）がいる。
2021-2022シーズンにライジングゼファーフクオカの練習生となる。。
2022-23シーズンにしながわシティに入団し、プロバスケットボール選手となる。モテ男No.1決定戦 2024にノミネートされた。
2024年8月5日に現役引退を表明した。

## 人物

### 趣味
カレー屋・カフェめぐり。。

### 特技
ボーリングが得意で、最高スコアは286。

## 個人成績
| シーズン   | チーム | GP | GS | MPG | FG%   | 3P%   | FT%   | RPG | APG | SPG | BPG | TO  | PPG |
| ---------- | ------ | -- | -- | --- | ----- | ----- | ----- | --- | --- | --- | --- | --- | --- |
| B3 2022-23 | 品川   | 40 | 0  | 6.1 | 28.8% | 33.3% | 50.0% | 0.5 | 0.3 | 0.1 | 0.0 | 0.3 | 1.2 |
| B3 2023-24 | 品川   | 46 | 1  | 6.7 | 32.1% | 27.0% | 25.0% | 0.8 | 0.4 | 0.1 | 0.0 | 0.4 | 1.5 |